# ویروس موزائیک تنباکو
ویروس موزائیک تنباکو (TMV), انگلیسی: Tobacco mosaic virus یک ویروس RNA منفرد مثبت در جنس توباموویروس است که طیف گسترده‌ای از گیاهان، به‌ویژه تنباکو و دیگر اعضای خانوادهٔ بادنجانیان را آلوده می‌کند. این عفونت باعث تغییر رنگ و ایجاد الگوهای مشخص موزائیک مانند در برگ‌ها می‌شود. TMV نخستین ویروسی بود که کشف شد. اگرچه از اواخر سدهٔ نوزدهم مشخص شده بود که یک بیماری عفونی غیر باکتریایی به محصولات تنباکو آسیب می‌رساند، اما تا سال ۱۹۳۰ این عامل عفونی به عنوان ویروس تعیین نشد. ویروس موزائیک تنباکو نخستین پاتوژن شناخته شدهٔ ویروسی است